# A Simpson család
A Simpson család (eredeti cím: The Simpsons) igencsak nagy sikerű, amerikai televíziós animációs szituációs komédia, Matt Groeningtől, amelyet a Fox tv-csatorna számára készített a Klasky Csupo stúdió (melynek alapító tagja a magyar származású Csupó Gábor). Elsőként 1987. április 19-én jelent meg mint 2 perces műsor a Tracey Ullman Show-ban. Akkora sikert aratott, hogy a Fox tévécsatorna két évvel később, 1989. december 17-én 20 perces adásban műsorára tűzte. A Simpson család azóta 36 évadot élt meg, és Matt Groeninget világhírűvé tette. Magyarországon a TV3 kezdte vetíteni 1998-tól, a csatorna megszűnéséig. a TV3 megszűnte óta a Viasat 3, a Viasat 6, a magyar Comedy Central, az egykori FOX, a TV2 Kids és a TV2 Comedy sugározza. Az új részek a szinkronos premier előtt a Disney+-on válik elérhetővé magyar felirattal. Ez a rajzfilm egy átlagosnak cseppet sem nevezhető családot mutat be, hétköznapi gondokkal. Egy középosztálybeli amerikai család életén keresztül az amerikai kultúra és társadalom világát szemlélteti humorosan. A történet egy Springfield nevű városban játszódik, amelyet a sorozat írója, saját bevallása szerint, az Oregon állambeli Springfieldről mintázott.
A sorozatot megelőző rövidfilmek nagy sikert arattak. A sorozat Matt Groening találmánya: egy diszfunkcionális családot alkotott meg, aminek a tagjait a saját családjáról nevezte el. A sorozat több mint harminc éve tart, és még mindig ugyanolyan sikeres, mint kezdetben. Ezt legfőképp annak köszönheti, hogy gyakorlatilag minden korosztály és minden társadalmi réteg számára egyaránt élvezhető: a gyerekek jókat derülhetnek például Bart viccein, de a felnőttek is könnyen azonosulhatnak egy-egy karakterrel, ha saját problémáikra ismernek rá. Ugyanez a helyzet a különféle gondolkodású emberekkel is: akadnak, akik a felszíni humort keresik a sorozatban, mások szerint viszont igen komoly filozófiai tartalommal bír. 2025. április 2-án a FOX négy újabb évadot rendelt be, ezzel eléri a 40. évadot, amivel rekordnak fog számítani az amerikai televíziózás történetében. 2018. április 29-én hivatalosan is elnyerte a leghosszabb ideje futó fikciós, és a legtöbb epizódból álló televíziós sorozat címet az Egyesült Államokban. A rekordot a Gunsmoke című western sorozat tartotta 20 évaddal és 635 résszel, 1955-1975-ig futott a CBS csatornán.
Utóbbi tábor odáig jutott, hogy a Men's Health magazin 2005-ös listáján Homer Simpsont szavazta meg az évtized filozófusának. Sőt a Simpson család filozófiai kapcsolódásairól egy egész könyv is megjelent, The Simpsons and Philosophy: The D'oh! of Homer címmel, amely Homert Arisztotelésszel, Bartot pedig Nietzschével állítja párhuzamba. A szerzők, Mark T. Conard és Aeon J. Skoble több esszét szenteltek Simpsonék szexualitással vagy politikával kapcsolatos kinyilatkoztatásainak is, és a vallásos szomszédnak, Nednek hála a teológiai fejtegetések sem maradtak ki a könyvből. Matt Groening szerint a nézők minden szinten be tudnak kapcsolódni a történetbe: aki csak egy epizódot néz meg, annak az a fél óra is remek szórakozás, ugyanakkor a fanatikus rajongók számára szinte minden részben akad valami apró meglepetés (például egy szereplő titkos hobbija, vagy egy másik szereplővel való, addig háttérben húzódó kapcsolata).
A sikerre való tekintettel film is készült a sorozatból A Simpson család – A film címmel, amit 2007. július 27-én vetítettek először Amerikában, Magyarországon pedig 2007. augusztus 9-én volt a premierje, TV-premierje pedig az RTL Klub kereskedelmi csatornán volt 2013. április 6-án. A film nagy sikernek örvendett, ezt támasztja alá az is, hogy hozzávetőleg 526,2 millió dollár nyereséget hozott.
A sorozat díjai, illetve elismerései
- 37 Emmy-díj
- 34 Annie-díj
- 2 Peabody-díj (1996)
- A Time magazin a 20. század legjobb televíziósorozatának ítélte.
- 2000. január 14-én a Hollywoodi hírességek sétányán is elismerték a sorozatot egy csillaggal.
- Az eddigi leghosszabb ideig sugárzott szituációs komédia, valamint animációs film.
- Az eddigi legtöbb epizódból álló televíziós sorozat.

A Homertól elhíresült D'oh! indulatszót hivatalosan is elismerték az amerikai lexikonokban. A sorozat nagy hatással volt a később megjelenő hasonló típusú rajzfilmekre.
Az amerikai forgatókönyvírók szakszervezetének (WGA), minden idők legjobban megírt sorozat listáján az előkelő tizenegyedik helyet érte el itt.

## Előzmények
Groening eleinte egy saját képregényújságot készített, amit hetente adott ki. James L. Brooks felkérte Groeninget, hogy készítsen egy rövidfilmet képregényéről, a Life in Hellről. Azonban a képregény animálásához közzétételi jog kellett, ezért inkább kitalált egy diszfunkcionális családot, aminek tagjait saját családtagjairól nevezte el. Kivétel Bart, akinek a neve a brat (kölyök) szó anagrammája.
A Simpson család első szereplése rövidfilmben volt a Tracey Ullman Show-ban, 1987. április 19-én. Groening csak alapvető vázlatokat küldött az animátoroknak, gondolván, majd finomítanak a rajzokon. Ez azonban nem történt meg, az animátorok csak lemásolták Groening rajzait, ezért a rövidfilmekben a család nagyon kezdetleges verziója volt látható. A műsor A Simpson család elindulásához vezető animációja a Klasky Csupo vállalat egyik legelső munkája volt. Az animáció a Klasky Csupónál történt Wesley Archer, David Silverman és Bill Kopp segítségével, akik az első évadban voltak az animátorok.
1989-ben a produkciót The Simpsons néven félórás műsorba mentették át, ami a Fox csatornán futott. Az akkori produkciós csapat ma a Klasky Csupo része. Jim Brooks tárgyalt egy olyan szerződésről a Foxszal, mely szerint az nem szólhat bele a műsor tartalmába. Groening azt mondta: a célja az volt, hogy a közönséggel, ahogy ő mondja, "mainstream szemetet" nézessen. A félórás műsor a Simpsonék karácsonya (Simpsons Roasting on an Open Fire) résszel debütált, 1989. december 17-én. A Még egy ilyen remek estét! című epizód volt az első teljes hosszúságú, azonban 1990 májusáig nem vetítették le, mert problémák akadtak az animálással. 1992-ben Tracey Ullman pert indított a Fox ellen, mivel állítása szerint a sorozat bemutatójának sikeréből nekik is részesülniük kellene, ám a bíróság döntése alapján ez nem valósult meg.

## Produkció

### Executive producerek
A sorozat futtatóinak listája:
- 1–2. évad: Matt Groening, James L. Brooks, & Sam Simon
- 3–4. évad: Al Jean & Mike Reiss
- 5–6. évad: David Mirkin
- 7–8. évad: Bill Oakley & Josh Weinstein
- 9–12. évad: Mike Scully
- 13-31. évad: Al Jean
- 32. évad-napjainkig: Al Jean & Matt Selman

Matt Groening és James L. Brooks a sorozat egész történelme során jelen voltak executive producerként, olykor kreatív tanácsadóként is. Sam Simon és Brad Bird is szolgáltak executive producerként az első négy évadban. Bird mindig ellentmondott Groeningnak, Brooksnak és a Gracie Filmsnek, ezért 1993-ban kilépett. Mielőtt ezt megtette, megegyeztek arról, hogy minden évben kap a profitból, és executive producer-tekintélye is lesz, annak ellenére, hogy 1993 óta nem dolgozik a sorozaton. A másik fontos poszt a sorozat futtatója, aki részt vesz az írásban, és az egész évad alatt ügyeli a műsor készítését.

### Írás

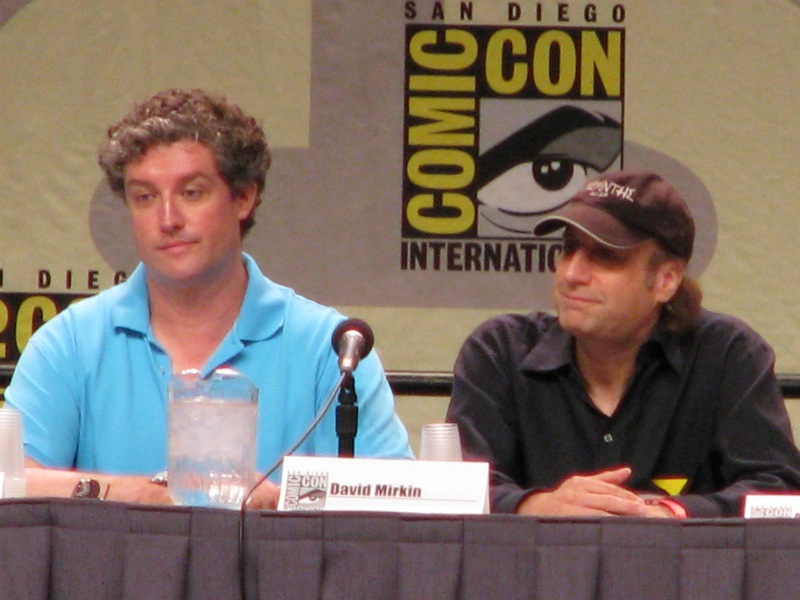
Al Jean (balra), a jelenlegi executive producer és David Mirkin, a sorozat korábbi executive producere és 1994 óta az írói stáb tagja.

Az első írói stáb, Sam Simon vezetésével, John Swartzwelderből, Jon Vittiből, George Meyerből, Jeff Martinból, Al Jeanből, Mike Reissből, Jay Kogenból és Wallace Wolodarskyból állt. Az új Simpson család-írói stáb általában tizenhat főből áll, akiknek minden év decemberében ötleteket kell beadniuk. A fő író írja meg az epizód első tervezetét. Azután leülnek a stábbal, kijavítják, finomítanak rajta, vicceket helyeznek és tüntetnek el, majd a szinkronhangokat is hívják a sorok újraírásához. 2004-ig, George Meyer, aki az első évad óta dolgozott a műsornál, volt aktív ezeken az üléseken. Jon Vitti szerint Meyer találta ki a legjobb sorokat az adott epizódhoz. Az epizódok elkészítése általában 6 hónapot vesz igénybe.

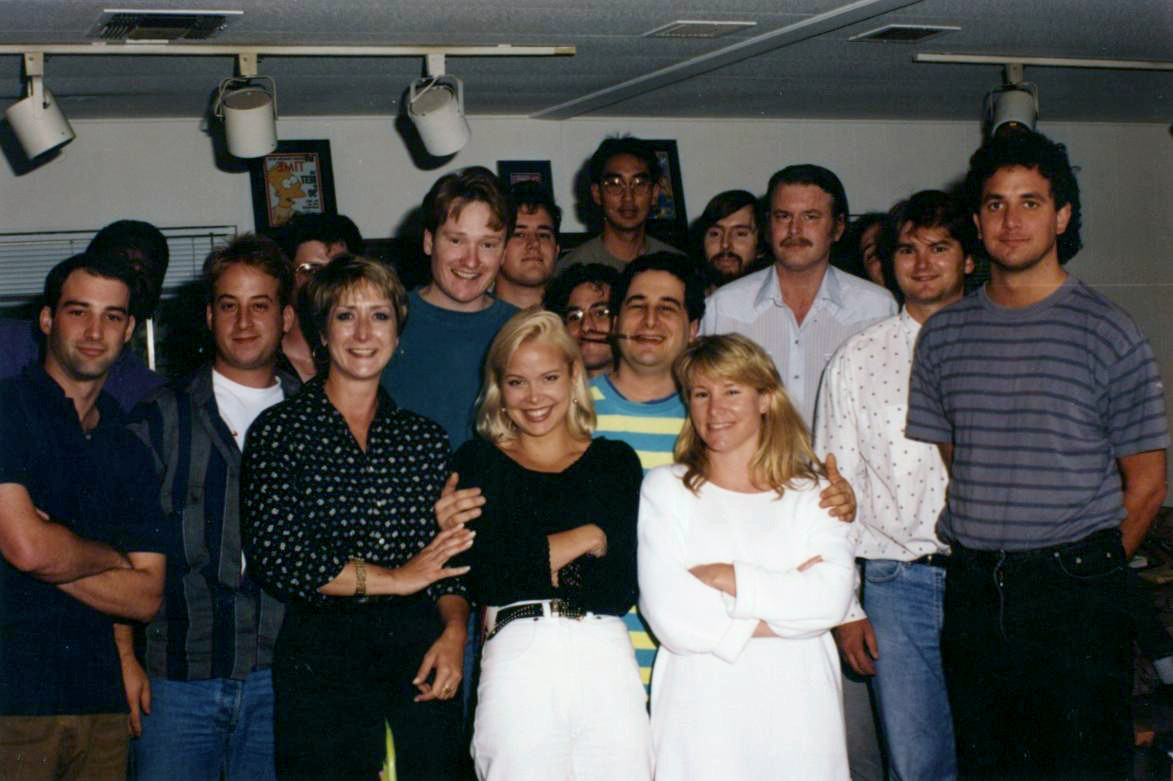
A Simpson család írói stábja 1992-ben. Balról jobbra: Mike Mendel, Colin ABV Lewis, Jeff Goldstein, Al Jean, Conan O’Brien, Bill Oakley, Josh Weinstein, Mike Reiss, Ken Tsumura, George Meyer, John Swartzwelder, Jon Vitti, CJ Gibson és David M. Stern. Első sor, balról jobbra: Dee Capelli, Lona Williams és egy ismeretlen.

Hatvan epizóddal a háta mögött John Swartzwelder a legtermékenyebb a Simpson család írói stábjából. Az egyik legismertebb korábbi író Conan O’Brien, aki pár epizódnál működött közre a '90-es évek elején, mielőtt felkérték David Letterman helyére a Late Nightba. Az angol humorista, Ricky Gervais írta a Homer Simpson, ez a feleséged című epizódot, mellyel az első híresség lett, aki a Simpson családban íróként és szinkronhangként is közreműködött. A Superbad, avagy miért ciki a szex? írói, Seth Rogen és Evan Goldberg írták a Homer the Whopper című epizódot, amelyben Rogen szinkronhangként is közreműködött.
2007 végén az írói stáb sztrájkolni ment. A stáb 1998-ban csatlakozott a Writers Guild of Americához.
2023 májusában az írók sztrájkba léptek.
Simpsonék vendégszerepeltek a Family Guy 13. évad 1. részében egy 1 órás különkiadásban.

### Főbb karakterek szinkronhangjai
- Homer Simpson – Székhelyi József (1-29. évad 14. részig), Csuja Imre (17. évad 15. rész), Háda János (29. évad 15. résztől)
- Marge Simpson – Pálos Zsuzsa
- Lisa Simpson – Bogdányi Titanilla (kivéve: 6. évadban néhányszor), 6. évad 2. rész (Humor+ magyar szinkron változat), Vadász Bea (6. évadban néhányszor)
- Bart Simpson – Simonyi Balázs (1-29. évad 14. részig), Markovics Tamás (29. évad 15. résztől)
- Abraham Simpson – Tolnai Miklós (1-5. évad), Izsóf Vilmos (6-25. évad) Versényi László (17-23. évad között néhány részben), Fehér Péter (26. évadtól)
- Ned Flanders – Lázár Sándor (1-5. évad), Trokán Péter (6. évadtól) Wohlmuth István, Bodrogi Attila (14. évadtól egymást váltogatva)
- Moe – Halmágyi Sándor (1-8. évad), Damu Roland (9-12. évad), Koncz István (16. évadtól általában)
- Montgomery Burns – Szuhay Balázs (1-8. évad), Rudas István (9-22. évad), Várday Zoltán (23-31. évad), Vida Péter (32. évad)
- Mr. Smithers – Horányi László
- Skinner (Sintér) igazgató – Melis Gábor (1-5. évad), Orosz István (6-31. évad), Berzsenyi Zoltán (32. évadtól)
- Wiggum rendőrfőnök – Maróti Gábor, Fesztbaum Béla (1-5. évad); Kajtár Róbert (6. évadtól)
- Ropi bohóc – Forgács Gábor, S. Tóth József (1-5. évad); Kapácsy Miklós (6. évadtól); Mikula Sándor (8. évadtól általában)
- Carl – Imre István (1-31. évad), Czvetkó Sándor (32. éadtól)
- Lenny – Katona Zoltán
- Barney – Zágoni Zsolt
- Milhouse Van Houten – Gacsal Ádám (6-20. évad), Szalay Csongor (1.-5.,21. évadtól és 6. évad néhány részben:Humor+ magyar szinkron változat)
- Nelson – Strausz Ákos, Baráth István, Czető Roland (15.-18. évad)
- Todd – Szabadkai Tamás
- Rod – Kisszer Norbert, Andrásy Balázs
- Maude Flanders – Györgyi Anna
- Martin Prince - Vezse István Viktor (1-6. évad)

## Szereplők

A Simpson család a jövőben

A sorozat karaktereinek kinézete eleinte kissé barátságtalannak hatott, ezért a szerkesztők egy kicsit átalakították őket. A bőrszín eleinte világossárga volt, később erőteljesebb sárgát használtak. Jellemző a Simpson-karakterekre, hogy 4 ujjuk van.
A sorozat egyik főszereplője Homer Simpson, a családfő. Munkahelye a springfieldi atomerőmű 7G szektora, ahol biztonsági felügyelőként dolgozik.
Felesége Marge Simpson, aki megpróbálja mindig jó útra terelni a családot.
A legidősebb gyerek a családban Bart Simpson, aki mindig valami csínytevésen töri a fejét.
Idősebb húga, Lisa Simpson a bátyja ellenkezője: szorgalmas, okos, számára az iskola és a tanulás az egyik legfontosabb dolog. Kedvenc időtöltése a szaxofonozás.
A legkisebb gyerek a családban Maggie Simpson, aki még csak egy éves.
A családnak több háziállata is volt. A macskát mindig Hógolyónak hívják, valamint van egy örökbefogadott kutyájuk, Kiskrampusz.
Persze a sorozatban nem csak a család tagjai és háziállatai szerepelnek. Vannak munkatársak, tanárok, családi barátok, rokonok, városi lakosság és helyi hírességek. Sok rész szól a család tagjain kívüli emberekről, és sokszor előfordulnak a sorozatban mint mellékszereplők.

## Fontosabb helyszínek

### Springfield, a város
Springfield egy dinamikusan fejlődő kisváros, amit 1796-ban alapított Jebediah Springfield, jelenleg kb 65 500 állandó lakossal rendelkezik. Itt található Homer munkahelye is, a Springfieldi Atomerőmű. Az 1201. epizódban a város két részre szakad, New és Old Springfieldre, utóbbinak Homer lesz a polgármestere. A rész végére a két város újra egyesül, és a neve is a régi marad. A Springfieldhez legközelebb lévő város Shelbyville. A városnak két telefonos körzetszáma van. A régebbi a 636, az újabb a 939, Simpsonék a 939-es körzetbe tartoznak.
Springfield egy fiktív város, szándékosan nincs tisztázva, hogy melyik államban helyezkedik el. Ennek ellenére a rajongók a sorozat alatt egész végig próbálták beazonosítani a város pontos helyét. Ennek érdekében alaposan megvizsgálták Springfield jellegzetességeit, a földrajzi környezetet. Válaszul a sorozat szántszándékkal félrevezető; ami az államot illeti, ellentmondásos „bizonyítékokkal” egyszerre sugallva és kizárva az összes tagállamot.
Egyetlenegyszer, a 11. évad „Behind the Laughter” epizódjában Simpsonékat egy észak-kentuckyi családként említették meg, de figyelembe véve a számos ellenpéldát, amik ellentmondanak ennek az állításnak, ez valószínűleg csak egy kedves incselkedés lehetett az alkotók részéről, reagálásként a növekvő rajongói kíváncsiságra.
Arra is volt példa, hogy valamelyik szereplő megmutatta a térképen Springfield pontos helyét, de abban a pillanatban, ahogy rámutatott a térképre, valaki pont eltakarta azt, így nem lehetett a helyet látni. Az egyik epizódban Homer egészen konkrétan rámutat egy helyre a térképen, de a rajongók legnagyobb bánatára Lisa rögtön félbeszakítja: "Apa, te még azt sem tudod, hogy hol lakunk?!"
Groening nyilatkozata szerint Springfield sokban hasonlít az Oregon állambeli Portlandre, ahol felnőtt. A Springfield név választásának oka az, hogy ez egy elég gyakori városnév, több mint 30 államban fordul elő. A város földrajzi fekvése rugalmasan alkalmazkodik az adott történethez, és nem okoz gondot a szélsőséges változtatás, akár egyetlen jó poén kedvéért is.
Egy részből kiderül, hogy Springfield 4 államban lehet, ugyanis ezen négy államban legálisan fogyasztható orvosi marihuána (medical cannabis). Ez a négy állam Kalifornia, Tennessee, Georgia és Új-Mexikó. De figyelembe véve a "Behind the Laughter" epizódjában történteket, amikor Lisa Amerika középkeleti részére mutat, a lehetséges válasz vagy Georgia, vagy Tennessee. Ámde a 13. évadban a 'Cukortilalom' című részben kiderül, hogy Homer a déli határról kell cukrot csempésszen be Springfieldbe, és déli határnak Tennessee-t nevezi meg. Tennessee államnak két északi szomszédja van, Kentucky és Virginia.
Groening 2012 áprilisában vallotta be, hogy a helyszínt az Oregon állambeli Springfieldről mintázta.

### Családi ház
A Simpson család háza Springfieldben, az Örökzöld sétány 742. szám alatt található. A ház az alagsorral együtt háromszintes. A garázs a ház mellett van, azzal egybeépítve, két autót képes befogadni. A földszinten található egy nappali, egy előszoba, egy konyha és egy étkező. Az emeleten van négy hálószoba (minden gyereknek egy-egy, és egy a szülőknek), továbbá egy fürdőszoba. A kert szép nagy, füvesített. Az egyik epizódban kiderül, hogy több mint 60 méter hosszú.

### Moe kocsmája
Ez a helyszín sokszor jut nagy szerephez. Homer állandó törzshelye. Ide jár, ha bánatos, vagy ha a haverokkal akar találkozni. Általában itt van Lenny és Carl, akiket Homer az erőműből ismer, a részeges Barney pedig állandóan itt van. A tulaj Moe Szyslak, egy furcsa alak.

### Kwik-E-Mart
Itt történik minden nap a 3 órai rablás. Marge szinte minden nap itt vásárol. Apu Nahasapimapetilan napi 23 órában dolgozik a boltban. Az egyik epizódból kiderül, hogy Mrs. Nahasapeemapetilon azt hiszi, hogy Amerikában ősi szokás, hogy az emberek éjjel-nappal dolgoznak, és ezért nem haragszik férjére, Apura, aki ideje nagy részét a boltban tölti.

### Iskola
Sokszor itt kezdődik a történet, és itt is ér véget. Bart a legtöbb komiszságot itt, az iskolában követi el. Sintér igazgatót mindennap megszívatja. Lisa pedig zeneórán mindig szaxofonozik.

## Frédi és Béni, avagy a két kőkorszaki szaki
A Frédi és Béni, avagy a két kőkorszaki szaki (angolul: The Flintstones) is szerepelt néhányszor a sorozatban:
- Az 1. évad 9. epizódjában, amikor Apu azt mondta Homernak: "Ön olyan ismerős uram, nem szerepel a TV-ben?", Homer csak annyit válaszolt: "Sajnálom, összekever Flintstone Frédivel".
- A Bart, a gyilkos c. epizódban, az egyik lovat Yabba-Dabba-Do-nak hívták, (magyarul: Subidubidú) ami Frédi szövege.
- A Ropitábor c. epizódban, a kanapé gag-nél Frédi, Vilma és Enikő jelent meg.
- A Nyeregvasút Springfieldben c. epizódban, Homer leparódizálta a Frédi és Béni főcímdalát.
- A 80. epizódban, Bart Frédi és Bénis morfiumot akar.
- A 102. epizódban, Mr. Burns összekeveri Simpsonékat, Kovaköviékkel.
- A 108. epizódban, Bart kezébe egy Frédi és Bénis telefon kerül a kezébe, amivel lejátssza Frédi hangját.
- A Horror Lombháza 5-ben, (Rémségek Simpson háza 5) egy alternatív világban, Simpsonék háza helyett, Kovaköviék háza jelenik meg.
- A 121. epizódban, amikor Bart a TV-t nézi, a bemondják A Flintstone család: Kőkorszakik az űrkorszakban c. filmet következő műsorként.
- A 138. Jubileumi epizódban, Troy McClure Simpsonékat, Amerika leghíresebb "nemkőkorszaki" rajzfilm családnak tartja.
- A 152. epizódban, egy ember "A Nagy Gazoo" (ang.: The Great Gazoo) pólót hordja.
- A 177. epizódban, megjelenik Ozmodiar, Gazoo paródiája.
- A 227. epizódban, a Hollywood Autó Múzeumban látható Frédi járgánya.
- A 241. epizódban, Homer említi Flintstonékat.
- A 257. epizódban, Ozmodiar megint megjelenik.
- A 258. epizódban, Bruce Vilanch-on olyan póló van, amin rajta van Frédi feje.
- A 12. Horror Lombházában, Homer és Marge Frédinek és Vilmának öltözött.
- A 348. epizódban, Homer az RV-jében megtalálja a Flintstone család móka parkjának térképét.
- A 393. epizódban, Homer kocsiját úgy kell hajtani, akárcsak a Flintstone családban, lábbal.
- A Mil-árva-house c. epizódban, Homer elénekli a "Beautiful Eyes" dalt Margenak, aminek az angol verziójában benne van: "She's the Wilma to my Fred", azaz "Ő a Vilmája, a Frédimnek".
- A 434. epizódban, található egy szikla, amit úgyhívnak, Blarney Rubble, ami utalás Barney Rubble-re, magyarul Kavicsi Bénire.
- Az 582. epizódban, Nelson járgányát, (neve: Yabba-Dabba Dune Buggy) lábbal kell hajtani.

Forrás: simpsonswiki.com

## A média további ágaiban

### Képregények
A sorozatot témául vett képregények még a mai napig jelennek meg a Bongo Comics kiadó gondozásában, azonban fontos megemlíteni, hogy az első számok már 1991-ben a polcokra kerültek. A Simpson család legelső képregény sorozata a "Simpsons Illustrated" címmel érkezett, amely 3 évig volt jelen és ez idő alatt 10 számot foglalt magában. Jelenleg 6 féle képregényszériának jelennek meg még most is friss részei, ezek közül a "Simpsons Comics" a legnépszerűbb.

### A film
A széria készítői 2007-ben, bár sok év munka elteltével, elkészültek egy egész estés filmmel is, amely nemes egyszerűséggel "A Simpson család - A film" (eredeti cím: The Simpsons Movie) címmel érkezett meg augusztus 9-én a magyar mozikba.

### Zene
Amikor a Simpson család első évada 20 és 30 milliós átlagnézettséggel büszkélkedhetett el, szinte egyértelmű volt, hogy a sorozatban elhangzó dalokat, lemezeken is kiadják. Az 1990 februárjában megjelent The Simpsons Singing Blues című album hatalmas sikereket ért el, milliós nagyságrendekben fogyott a polcokról. Ezt az album még számos kis, valamint 5 darab nagy album követte.

### Játékok
- PC
  - The Simpsons Hit & Run
  - Medal of Homer (utalás a Medal of Honor című játékra)
  - Virtual Springfield
  - The Simpsons Cartoon Studio
  - Simpsons Trivia
- Gameboy
  - The Simpsons: Treehouse of Horror (Game Boy Color)
  - The Simpsons Road Rage (Game Boy Advance)
  - The Simpsons – Itchy & Scratchy in Miniature Golf Madness
  - The Simpsons – Bart and the Beanstalk
  - The Simpsons – Bart vs. the Juggernauts
  - Krusty's Fun House
  - The Simpsons: Escape From Camp Deadly
- Super Nintendo
  - Krusty's Super Fun House
  - The Simpsons – Bart's Nightmare
  - Virtual Bart
  - The Itchy & Scratchy Game
- Konzol
  - The Simpson Game
  - The Simpsons Hit & Run
  - The Simpsons Road Rage
  - The Simpsons Skateboarding
- Mobil
  - The Simpsons Tapped Out